# Olena Pavlukhina
Olena Pavlukhina (Horlivka (Donetsk), 1 maart 1989) is een in Oekraïne geboren voormalig wielrenster, die vanaf 2014 uitkwam voor Azerbeidzjan.

## Carrière
Ze werd in 2015 zesde op de tijdrit op de eerste Europese Spelen in de hoofdstad van haar thuisland Bakoe en ze won in 2016 het eindklassement van de Gracia Orlová in Tsjechië. In beide jaren won ze het Azerbeidzjaans kampioenschap, zowel op de weg als in de tijdrit.
Pavlukhina kwam uit voor Azerbeidzjan op de Olympische Zomerspelen 2016 in Rio de Janeiro; ze werd 35e in de wegrit.
Pavlukhina werd in 2019 voor vier jaar geschorst vanwege het gebruik van verboden middelen. Als gevolg van deze beslissing werden al haar resultaten vanaf haar deelname aan de WK van 2016, te Qatar, ongeldig verklaard.

## Palmares

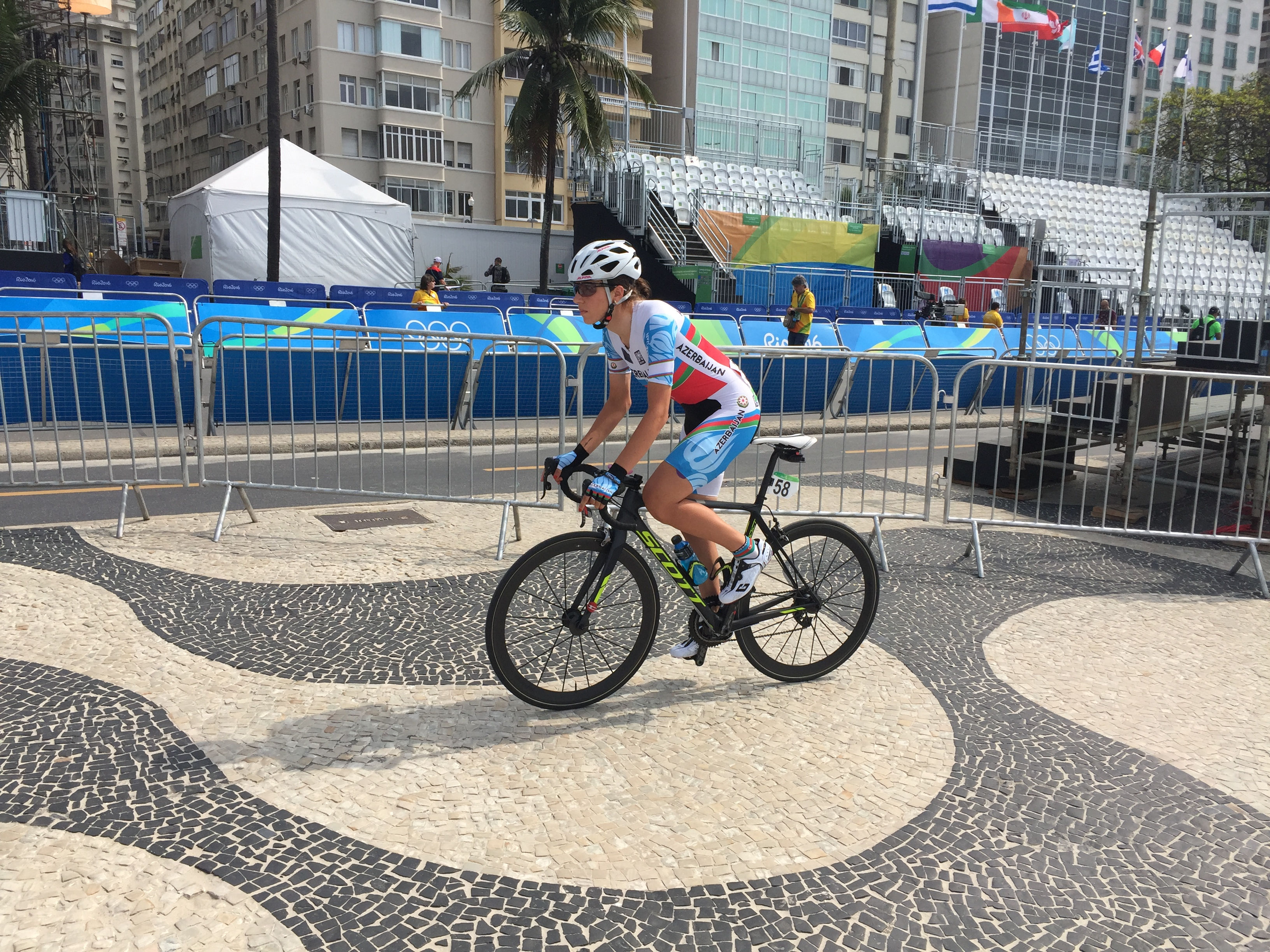
Olympische wegrit in Rio de Janeiro

### Weg
2012
 Oekraïens kampioenschap tijdrijden
2015
 Azerbeidzjaans kampioene op de weg
 Azerbeidzjaans kampioene tijdrijden
2016
 Azerbeidzjaans kampioene op de weg
 Azerbeidzjaans kampioene tijdrijden
2e etappe Gracia Orlová
 Eindklassement Gracia Orlová
2017
 Azerbeidzjaans kampioene op de weg
 Azerbeidzjaans kampioene tijdrijden
2018
 Azerbeidzjaans kampioene op de weg
 Azerbeidzjaans kampioene tijdrijden

### Baan
| Jaar | AK               |
| ---- | ---------------- |
| 2014 | scratch · sprint |